# Flamur Tairi
Flamur Tairi (mac. Фљамур Таири; ur. 24 listopada 1990 w Strudze) – północnomacedoński piłkarz pochodzenia albańskiego, członek reprezentacji U-19 i U-21.